# Wauchope (Nouvelle-Galles du Sud)
Pour les articles homonymes, voir Wauchope.
Wauchope (/ˈwɔːhoʊp/ ; 5 503 habitants) est une ville à 19 km à l'ouest de Port Macquarie en Nouvelle-Galles du Sud en Australie
La ville est située à environ 406 km au nord de Sydney et à 570 km au sud de Brisbane. La ville est située sur la rive sud de la rivière Hastings.
Son économie repose surtout sur l'industrie du bois.
Elle est située à proximité du parc national de Bago Bluff.